# Zyprische Badmintonmeisterschaft 2009
Die Zyprische Badmintonmeisterschaft 2009 fand vom 16. bis zum 17. Mai 2009 statt. Es war die 20. Auflage der nationalen Titelkämpfe von Zypern im Badminton.

## Titelträger
| Disziplin    | Sieger                                 |
| ------------ | -------------------------------------- |
| Herreneinzel | Vasilis Vasou                          |
| Dameneinzel  | Stella Knekna                          |
| Herrendoppel | Charis Charalambous Antonis C. Lazarou |
| Damendoppel  | Maria Ioannou Stella Knekna            |
| Mixed        | Vasilis Vasou Maria Ioannou            |